# Funeral of the Duke of Cambridge (film 1904 Hepworth)
Funeral of the Duke of Cambridge è un cortometraggio muto del 1904. Il nome del regista non viene riportato nei credit del film né vi appare quello di un operatore.
Il documentario propone le riprese dei funerali di Giorgio di Hannover, ultimo duca di Cambridge, morto il 17 marzo 1904.

## Produzione
Il film fu prodotto dalla Hepworth.
Durante i funerali, vennero ripresi alcuni altri documentari:
- Funeral of the Duke of Cambridge - documentario del 1904 prodotto dalla Robert W. Paul
- Funeral of the Late Duke of Cambridge - documentario del 1904 prodotto dalla Charles Urban Trading Company
- Funeral of H.R.H. the Duke of Cambridge - documentario del 1904 prodotto dalla British Mutoscope & Biograph Company

## Distribuzione
Distribuito dalla Hepworth, il documentario - un cortometraggio della lunghezza di 61 metri - presumibilmente uscì nelle sale cinematografiche britanniche nel 1904.
Non si hanno altre notizie del film che si ritiene perduto, forse distrutto nel 1924 quando il produttore Cecil M. Hepworth, ormai fallito, cercò di recuperare l'argento del nitrato fondendo le pellicole.